# Hugo Almeida
Hugo Miguel Pereira de Almeida (nascut a Figueira da Foz, Portugal, el 23 de maig del 1984), és un futbolista professional portuguès que actualment juga de davanter centre al Werder Bremen de la Bundesliga alemanya. Almeida, també juga per la selecció de Portugal des del 2004.